# 萨利涅
萨利涅（法語：Saligney，法語發音：[saliɲɛ]）是法国汝拉省的一个市镇，位于该省北部，属于多勒区。

## 地理
萨利涅（47°13'12"N, 5°38'24"E）面积7.98 平方千米，位于法国勃艮第-弗朗什-孔泰大區汝拉省，该省份为法国东部内陆省份，北起上索恩省，西北接科多尔省，西临索恩-卢瓦尔省，南至安省，东与杜省和瑞士接壤。
与萨利涅接壤的市镇（或旧市镇、城区）包括：让德雷、乌涅、塞尔芒日、塞尔莱穆利耶尔、泰尔韦。

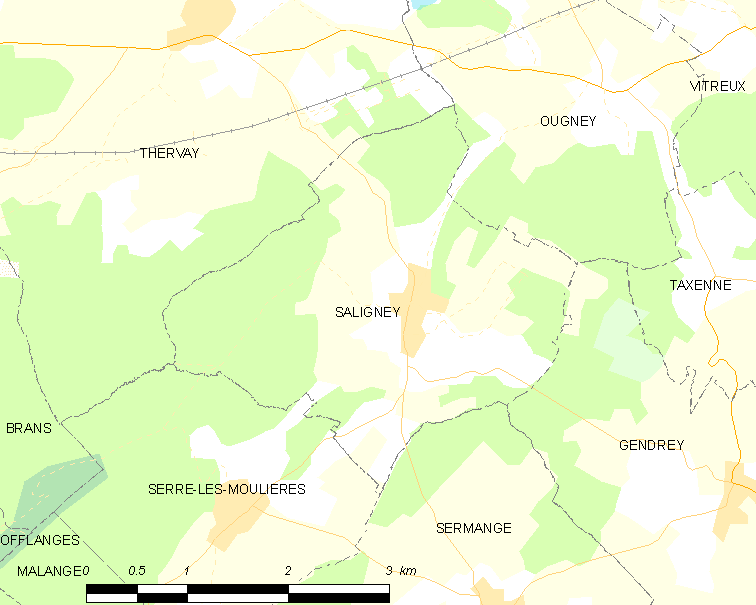
萨利涅的OSM定位图

萨利涅的时区为UTC+01:00、UTC+02:00（夏令时）。

## 行政
萨利涅的邮政编码为39350，INSEE市镇编码为39499。

## 政治
萨利涅所属的省级选区为欧蒂姆县。

## 人口

1962-2008年间萨利涅人口变化图示

萨利涅于2022年1月1日时的人口数量为189人。